# Lungsjöskogen
Lungsjöskogen är ett naturreservat i Bräcke kommun i Jämtlands län.
Området är naturskyddat sedan 2005 och är 250 hektar stort. Reservatet omfattar en höjd väster om Lungsjön och består av myrmarker och granskog med inslag av tall och lövträd.